# Phusro
Phusro är en stad i den indiska delstaten Jharkhand, och tillhör distriktet Bokaro. Folkmängden uppgick till 89 178 invånare vid folkräkningen 2011, med förorter 185 555 invånare.